# Powiat de Lubliniec
Le powiat de Lubliniec (en polonais : powiat lubliniecki) est un powiat appartenant à la voïvodie de Silésie dans le sud de la Pologne.

## Division administrative
Le powiat comprend 8 communes :
- 1 commune urbaine : Lubliniec ;

Carte du powiat

- 6 communes rurales : Boronów, Ciasna, Herby, Kochanowice, Koszęcin et Pawonków ;
- 1 commune mixte : Woźniki.